# Zabuda
Zabuda – część wsi Posadów w Polsce, położona w województwie lubelskim, w powiecie tomaszowskim, w gminie Telatyn.
W latach 1975–1998 Zabuda administracyjnie należała do województwa zamojskiego.